# Chickamauga
Chickamauga je město v Walker County, v Georgii, ve Spojených státech amerických. V roce 2011 žilo ve městě 3132 obyvatel.

## Demografie
Podle sčítání lidí v roce 2000 žilo ve městě 2245 obyvatel, 899 domácností a 644 rodin. V roce 2011 žilo ve městě 1502 mužů (48,4%), a 1600 žen (51,6%). Průměrný věk obyvatele je 37 let.